# لاودا-کونیگزهوفن
شهر لاودا-کونیگزهوفن (به آلمانی: Lauda-Königshofen) در ایالت بادن-وورتمبرگ در کشور آلمان واقع شده‌است.